# Bundesstraße 208
Pour les articles homonymes, voir Route 208.
La Bundesstraße 208 est une Bundesstraße des Länder de Schleswig-Holstein et de Mecklembourg-Poméranie-Occidentale.

## Géographie
À Berkenthin, elle franchit le canal Elbe-Lübeck puis l'ancienne route du sel en Allemagne. Il passe dans le parc naturel des lacs de Lauenbourg, traversant le lac de Ratzebourg à travers la ville insulaire de Ratzebourg.

## Histoire
La Reichsstraße 208, créée vers 1937, ne va à l’origine que de Gadebusch à Ratzebourg. Au début des années 1960, la Bundesstraße est étendue à Bad Oldesloe.
En RDA, la route avait un parcours différent. En partant de la F 104 à Rehna, elle mène par Carlow jusqu'à Herrnburg, où elle termine à la frontière interallemande.

## Source
- (de) Cet article est partiellement ou en totalité issu de l’article de Wikipédia en allemand intitulé « Bundesstraße 208 » (voir la liste des auteurs).

1. ↑  (de) « Die Bundes- und Reichsstraßen in Deutschland - Nr. 166 bis 327 » [archive du 18 février 2009], sur home.arcor.de (consulté le 16 juillet 2025)